# Río Aljezur
El río Aljezur (en portugués, ribeira de Aljezur, pronunciación: aɫʒɨˈzuɾ), también llamado río Amoreira, es un río del suroeste de la península ibérica que transcurre íntegramente por Portugal.

## Curso
El Aljezur corre en dirección oeste a lo largo de 9,8 km desde su inicio en la localidad de Aljezur, desde la confluencia del río Alfambres y el río Cerca hasta su desembocadura en la costa atlántica occidental del Algarve, en la playa de Amoreira.

## Historia
Desde su confluencia, el río recorre un barranco alrededor de la base de una colina en la que se encuentran las ruinas del castillo de Aljezur. Los moros construyeron un puerto en la base del castillo e hicieron navegable el río hasta el océano en Amoreira. El río y el puerto permanecieron navegables hasta el siglo XVIII, después de lo cual el canal cayó en mal estado tras la destrucción del pueblo causada por el terremoto de 1755.

## Flora y fauna
Desde Aljezur, el río serpentea a través de un estrecho valle que se encuentra dentro del parque natural del Suroeste Alentejano y Costa Vicentina. El río desemboca en un estrecho estuario de marisma. Este hábitat alberga especies como el martín pescador, el carricero, la garza real y la nutria.